# Панчу
Панчу (рум. Panciu) — місто у повіті Вранча в Румунії. Адміністративно місту підпорядковані такі села (дані про населення за 2002 рік):
- Думбрава (547 осіб)
- Круча-де-Жос (458 осіб)
- Круча-де-Сус (846 осіб)
- Нейку (613 осіб)
- Сату-Ноу (962 особи)

Місто розташоване на відстані 181 км на північний схід від Бухареста, 24 км на північ від Фокшан, 143 км на південь від Ясс, 90 км на північний захід від Галаца, 118 км на схід від Брашова.

## Населення
За даними перепису населення 2002 року у місті проживали 8903 особи.
Національний склад населення міста:
| Національність | Кількість осіб | Відсоток |
| -------------- | -------------- | -------- |
| румуни         | 8839           | 99,3%    |
| цигани         | 55             | 0,6%     |
| угорці         | 7              | 0,1%     |
| німці          | 1              | < 0,1%   |

Рідною мовою назвали:
| Мова      | Кількість осіб | Відсоток |
| --------- | -------------- | -------- |
| румунська | 8856           | 99,5%    |
| циганська | 37             | 0,4%     |
| угорська  | 6              | 0,1%     |
| німецька  | 3              | < 0,1%   |

Склад населення міста за віросповіданням:
| Релігія                             | Кількість осіб | Відсоток |
| ----------------------------------- | -------------- | -------- |
| православні                         | 8766           | 98,5%    |
| римо-католики                       | 46             | 0,5%     |
| старообрядці                        | 35             | 0,4%     |
| баптисти                            | 26             | 0,3%     |
| адвентисти                          | 7              | 0,1%     |
| реформати                           | 4              | < 0,1%   |
| не релігійні                        | 3              | < 0,1%   |
| лютерани                            | 2              | < 0,1%   |
| п'ятдесятники                       | 1              | < 0,1%   |
| мусульмани                          | 1              | < 0,1%   |
| бретрени                            | 1              | < 0,1%   |
| лютерани (Аугсбурзького сповідання) | 1              | < 0,1%   |